# Callao (Misuri)
Callao es una ciudad ubicada en el condado de Macon en el estado estadounidense de Misuri. En el Censo de 2010 tenía una población de 292 habitantes y una densidad poblacional de 223,25 personas por km².

## Geografía
Callao se encuentra ubicada en las coordenadas 39°45′44″N 92°37′25″O / 39.76222, -92.62361. Según la Oficina del Censo de los Estados Unidos, Callao tiene una superficie total de 1.31 km², de la cual 1.31 km² corresponden a tierra firme y (0%) 0 km² es agua.

## Demografía
Según el censo de 2010, había 292 personas residiendo en Callao. La densidad de población era de 223,25 hab./km². De los 292 habitantes, Callao estaba compuesto por el 96.23% blancos, el 1.03% eran afroamericanos, el 0.34% eran amerindios, el 0% eran asiáticos, el 0% eran isleños del Pacífico, el 0% eran de otras razas y el 2.4% pertenecían a dos o más razas. Del total de la población el 1.37% eran hispanos o latinos de cualquier raza.